# Villers-Sire-Nicole
Pour les articles homonymes, voir Villers.
Villers-Sire-Nicole est une commune française située dans le département du Nord, en région Hauts-de-France.

## Géographie
La commune est située sur la Trouille et forme sur sa partie nord, une frontière avec la Belgique.

### Communes limitrophes
| Havay (Quévy Belgique ) | Givry (Quévy Belgique) | Rouveroy (Estinnes Belgique ) |
| Bettignies              | Villers-Sire-Nicole    |                               |
| Bersillies              |                        | Vieux-Reng                    |

### Hydrographie

#### Réseau hydrographique
La commune est située dans le bassin Artois-Picardie. Elle est drainée par la Trouille, le Faubourg, le ruisseau de l'Hôpital, le ruisseau des Gouffres, le ruisseau des Prés à rieux et le ruisseau du Castelet,,.
La Trouille est un cours d'eau franco-belge qui prend sa source sur la commune d'Erquelinnes, s'écoule d'est en ouest pour traverser la frontière française. Après avoir renforcé considérablement son débit, la rivière serpente le long des contreforts de la butte Solmont de Villers-Sire-Nicole, revient en Hainaut à Rouveroy etse jette dans la Haine à Jemappes.

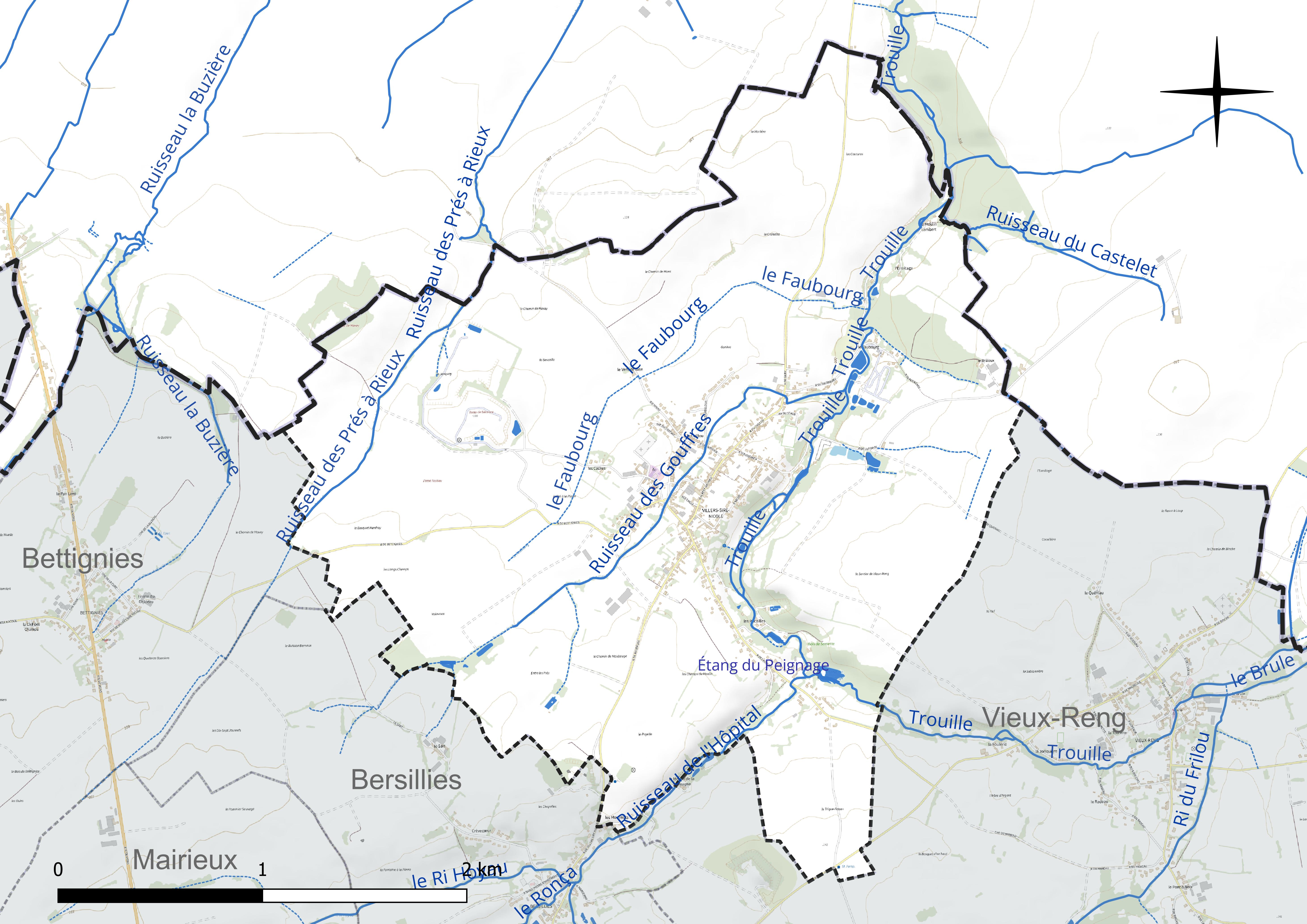
Réseau hydrographique de Villers-Sire-Nicole.

Un plan d'eau complète le réseau hydrographique : l'étang du Peignage (0,7 ha),.

#### Gestion et qualité des eaux
Le territoire communal est couvert par le schéma d'aménagement et de gestion des eaux (SAGE) « Escaut ». Ce document de planification concerne un territoire de 2 005 km2 de superficie, délimité par le bassin versant de l'Escaut. Le périmètre a été arrêté le 9 juin 2006 et le SAGE proprement dit a été approuvé le 13 juillet 2021. La structure porteuse de l'élaboration et de la mise en œuvre est le syndicat mixte Escaut et Affluents (SyMEA).
La qualité des cours d'eau peut être consultée sur un site dédié géré par les agences de l'eau et l'Agence française pour la biodiversité.

### Climat
Pour des articles plus généraux, voir Climat des Hauts-de-France et Climat du Nord.
En 2010, le climat de la commune est de type climat des marges montargnardes, selon une étude du CNRS s'appuyant sur une série de données couvrant la période 1971-2000. En 2020, Météo-France publie une typologie des climats de la France métropolitaine dans laquelle la commune est exposée à un climat océanique altéré et est dans la région climatique  Nord-est du bassin Parisien, caractérisée par un ensoleillement médiocre, une pluviométrie moyenne régulièrement répartie au cours de l'année et un hiver froid (3 °C).
Pour la période 1971-2000, la température annuelle moyenne est de 10,2 °C, avec une amplitude thermique annuelle de 15 °C. Le cumul annuel moyen de précipitations est de 845 mm, avec 12,4 jours de précipitations en janvier et 9,2 jours en juillet. Pour la période 1991-2020, la température moyenne annuelle observée sur la station météorologique la plus proche, située sur la commune de Saint-Hilaire-sur-Helpe à 24 km à vol d'oiseau, est de 10,5 °C et le cumul annuel moyen de précipitations est de 802,4 mm,. Pour l'avenir, les paramètres climatiques de la commune estimés pour 2050 selon différents scénarios d'émission de gaz à effet de serre sont consultables sur un site dédié publié par Météo-France en novembre 2022.

## Urbanisme

### Typologie
Au 1er janvier 2024, Villers-Sire-Nicole est catégorisée bourg rural, selon la nouvelle grille communale de densité à sept niveaux définie par l'Insee en 2022.
Elle est située hors unité urbaine. Par ailleurs la commune fait partie de l'aire d'attraction de Maubeuge (partie française), dont elle est une commune de la couronne,. Cette aire, qui regroupe 65 communes, est catégorisée dans les aires de 50 000 à moins de 200 000 habitants,.

### Occupation des sols
L'occupation des sols de la commune, telle qu'elle ressort de la base de données européenne d'occupation biophysique des sols Corine Land Cover (CLC), est marquée par l'importance des territoires agricoles (89,9 % en 2018), une proportion sensiblement équivalente à celle de 1990 (90,3 %). La répartition détaillée en 2018 est la suivante : 
terres arables (61,6 %), prairies (28,3 %), zones urbanisées (9,7 %), forêts (0,4 %). L'évolution de l'occupation des sols de la commune et de ses infrastructures peut être observée sur les différentes représentations cartographiques du territoire : la carte de Cassini (XVIIIe siècle), la carte d'état-major (1820-1866) et les cartes ou photos aériennes de l'IGN pour la période actuelle (1950 à aujourd'hui).

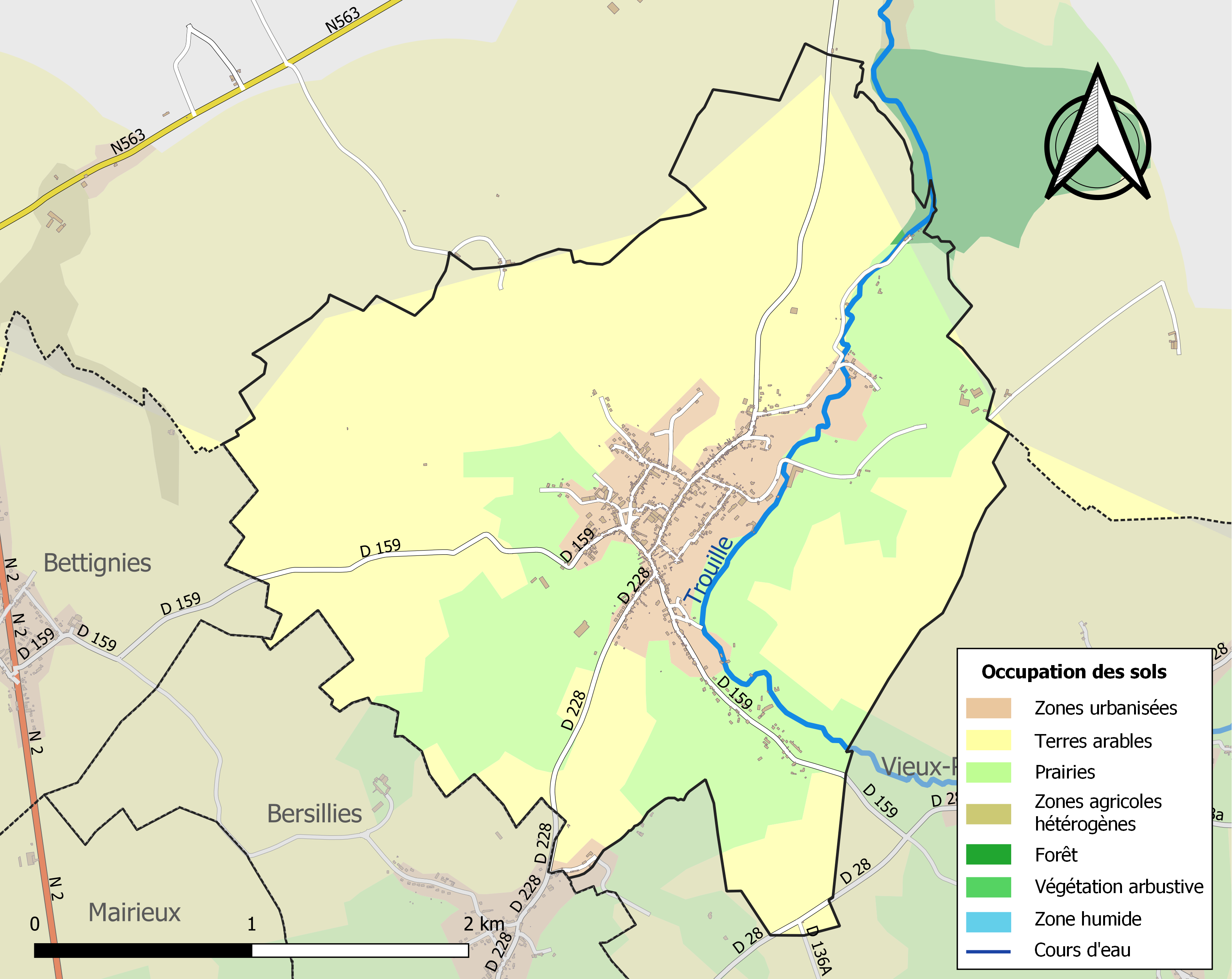
Carte des infrastructures et de l'occupation des sols de la commune en 2018 (CLC).

### Voies de communication et transports
La commune est desservie, en 2024, par le service de transport à la demande du réseau Stibus.

## Toponymie
Le nom Villers-Sire-Nicole vient d'une villa romaine sur son territoire, Villare, et du sire Nicole de Barbançon, son seigneur au XIIIe siècle.
Durant la Révolution, la commune porte le nom de Villers-sur-Nicole.
Ses habitants sont appelés les Villersois.

## Histoire
La terre et la seigneurie
Après les Romains qui ont laissé les vestiges de cette villa et d'un camp romain, les Barbares y passent, temps obscur par son manque d'écrits. Au VIIe siècle, la terre appartient à sainte Aldegonde, qui la passe par testament au chapitre de Maubeuge. Déjà au XIIe siècle des terres à Villers appartenaient à la famille Barbançon ; au XIIIe siècle, Nicolas III de Barbençon devient seigneur de Villers et commence une nouvelle lignée avec de nouvelles armes. C'est lui qui donne son nom à Villers-Sire-Nicole. La seigneurie passe souvent par héritage en d'autres familles : celles d'Enghien, de Jeumont-Verchin, de Melun, d'Espinoit, de Ligne. En 1618, la seigneurie passe dans la famille de Nassau-Sieghen et de là au prince d'Orange-Nassau. À la fin du XVIIIe siècle, le château est vendu, puis vers 1809 il est démoli et utilisé comme chantier de pierres. Quelques vestiges en restent.
La paroisse
Villare était une paroisse au XIIe siècle ou avant, et le bénéfice de la cure appartenait dès 1186 à l'abbaye d'Hautmont, qui à partir de 1244 et jusqu'à la Révolution partageait ce bénéfice avec l'abbaye de la Thure. L'église a été construite au XVe siècle et restaurée plusieurs fois.
L'enseignement primaire à Villers-Sire-Nicole avant 1789
Englebert de Grez, vicomte de Rouveroy, fonda, à l'ermitage sur le bord de la Trouille au XIVe siècle, une charge d'écolâtre pour l'instruction des enfants du voisinage. Un acte de sépulture du 2 novembre 1690 rappelle le décès du frère Gaspard du Bois, ermite, écolâtre, à l'ermitage de Villers. Neuf écolâtres lui succédèrent jusqu'en 1789. L'un d'eux, décédé le 31 janvier 1776, était Jean-François Colson, Seigneur d'Hec, près de Solre-le-château, ermite, dit : frère Jean-Baptiste.
À partir de 1743, époque à laquelle les registres de l'état-civil commencent à être signés, on remarque très peu d'illettrés, les signatures annoncent même une instruction primaire assez avancée. Sur 181 mariages, de 1750 à 1790, 27 hommes seuls ne savent pas signer et 72 femmes. De 1815 à 1826, on compte 61 mariages, 18 hommes et 25 femmes ne signent pas, et de 1865 à 1875, 102 mariages, 7 hommes et 8 femmes ne signent pas.
Les bâtiments de l'ermitage existaient en 1878 à l'état de ferme,.
Du XIXe siècle au XXIe siècle
Au XIXe siècle, le village connaît son apogée économique grâce à la présence de la Trouille, qui faisait tourner deux moulins à farine et un moulin à huile, une scierie de marbre, deux forges, une enclumerie et une filature. La population atteint un maximum de 1 400 habitants vers 1880.

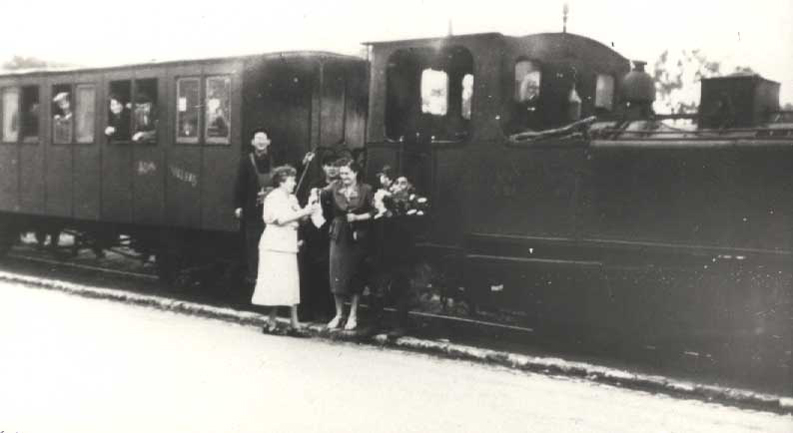
le train de Villers

le projet d'un chemin de fer prend forme. Villers-Sire-Nicole devient le point de départ, de 1896 à 1951, de la ligne à écartement métrique de la Compagnie du Chemin de fer de Maubeuge à Villers-Sire-Nicole. Le parcours de 13 km avec 11 arrêts prenait 52 minutes. Elle a été déclarée d'utilité publique le 12 août 1893 également. La construction de la ligne connue sous le nom de train de Villers est confiée à Alfred Lambert, un ingénieur civil de Paris. La ligne démarre de Maubeuge depuis les usines "Sculfort & Fockedey" , dessert Mairieux, Bersillies, et Villers Sire Nicole. La majeure partie du parcours longe la RN49 puis la RN2, puis la route vers Mairieux,.
Au XXe siècle, Villers-Sire-Nicole ne sort pas indemne des guerres mondiales : le monument aux morts en témoigne. Le village, en signe d'espoir, y a ajouté un monument pour les forces de la Paix. Le déclin des industries de caractère artisanal et le dépeuplement général de la campagne a aussi touché Villers-Sire-Nicole, qui est entré dans le XXIe siècle avec moins de 1 000 habitants.

## Politique et administration

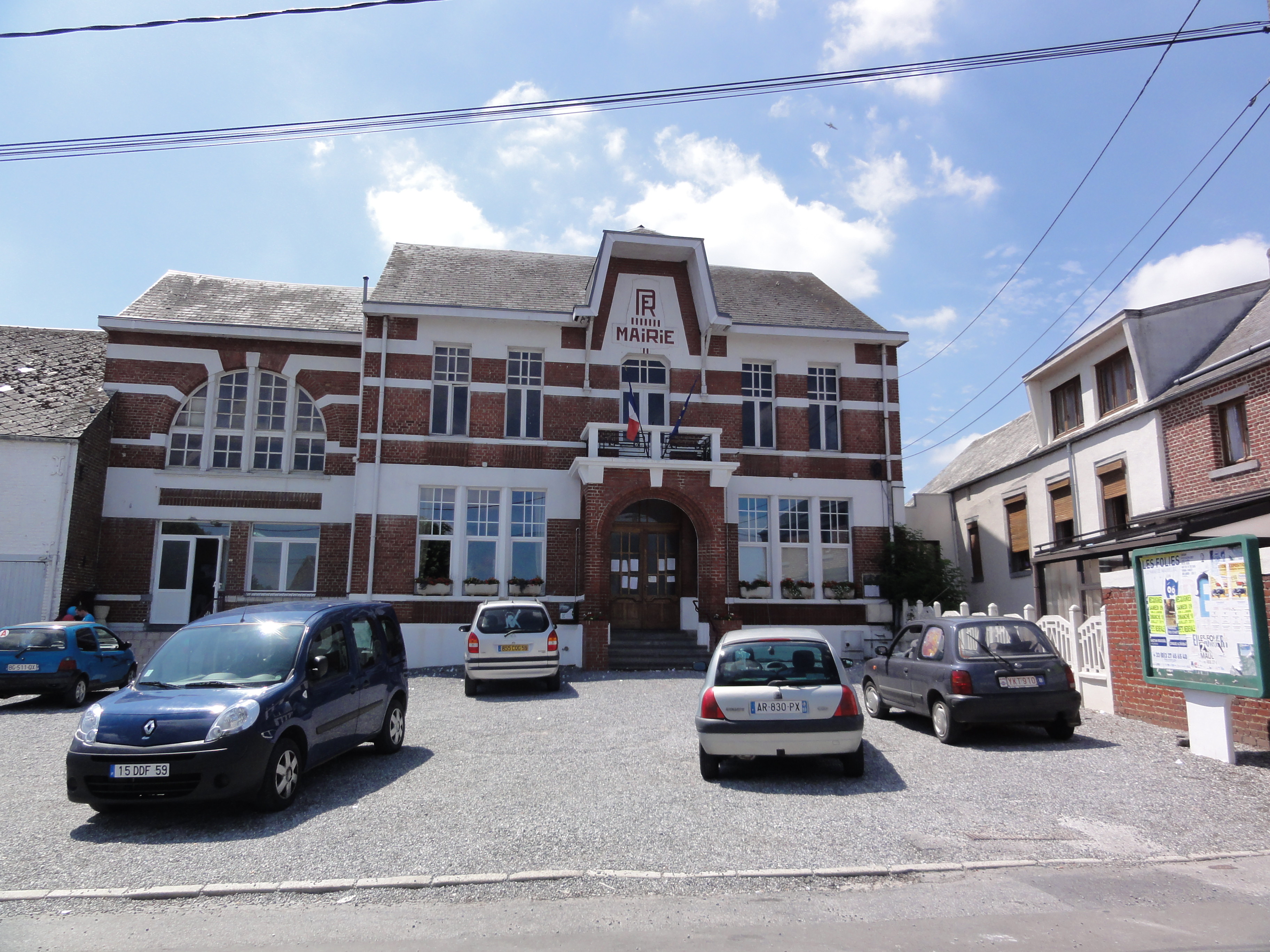
La mairie

## Population et société

### Démographie

#### Évolution démographique
L'évolution du nombre d'habitants est connue à travers les recensements de la population effectués dans la commune depuis 1793. Pour les communes de moins de 10 000 habitants, une enquête de recensement portant sur toute la population est réalisée tous les cinq ans, les populations de référence des années intermédiaires étant quant à elles estimées par interpolation ou extrapolation. Pour la commune, le premier recensement exhaustif entrant dans le cadre du nouveau dispositif a été réalisé en 2007.

En 2022, la commune comptait 1 008 habitants, en évolution de +2,86 % par rapport à 2016 (Nord : +0,51 %, France hors Mayotte : +2,11 %).
| 1793 | 1800 | 1806 | 1821  | 1831  | 1836  | 1841  | 1846  | 1851  |
| ---- | ---- | ---- | ----- | ----- | ----- | ----- | ----- | ----- |
| 720  | 847  | 898  | 1 172 | 1 313 | 1 329 | 1 362 | 1 363 | 1 373 |

| 1856  | 1861  | 1866  | 1872  | 1876  | 1881  | 1886  | 1891  | 1896  |
| ----- | ----- | ----- | ----- | ----- | ----- | ----- | ----- | ----- |
| 1 382 | 1 290 | 1 334 | 1 350 | 1 321 | 1 406 | 1 414 | 1 288 | 1 215 |

| 1901  | 1906  | 1911  | 1921  | 1926  | 1931  | 1936  | 1946  | 1954  |
| ----- | ----- | ----- | ----- | ----- | ----- | ----- | ----- | ----- |
| 1 267 | 1 330 | 1 328 | 1 078 | 1 245 | 1 232 | 1 222 | 1 108 | 1 125 |

| 1962  | 1968  | 1975  | 1982  | 1990  | 1999 | 2006 | 2007 | 2012  |
| ----- | ----- | ----- | ----- | ----- | ---- | ---- | ---- | ----- |
| 1 206 | 1 179 | 1 081 | 1 029 | 1 024 | 956  | 970  | 972  | 1 000 |

| 2017 | 2022  | - | - | - | - | - | - | - |
| ---- | ----- | - | - | - | - | - | - | - |
| 978  | 1 008 | - | - | - | - | - | - | - |

#### Pyramide des âges
La population de la commune est relativement jeune.
En 2018, le taux de personnes d'un âge inférieur à 30 ans s'élève à 33,2 %, soit en dessous de la moyenne départementale (39,5 %). À l'inverse, le taux de personnes d'âge supérieur à 60 ans est de 24,4 % la même année, alors qu'il est de 22,5 % au niveau départemental.
En 2018, la commune comptait 511 hommes pour 482 femmes, soit un taux de 51,46 % d'hommes, largement supérieur au taux départemental (48,23 %).
Les pyramides des âges de la commune et du département s'établissent comme suit.
| Hommes | Classe d’âge | Femmes |
| ------ | ------------ | ------ |
| 0,0    | 90 ou +      | 0,0    |
| 7,2    | 75-89 ans    | 6,8    |
| 16,5   | 60-74 ans    | 18,4   |
| 23,3   | 45-59 ans    | 20,2   |
| 19,5   | 30-44 ans    | 21,7   |
| 16,7   | 15-29 ans    | 14,1   |
| 16,8   | 0-14 ans     | 18,9   |

| Hommes | Classe d’âge | Femmes |
| ------ | ------------ | ------ |
| 0,5    | 90 ou +      | 1,4    |
| 5,3    | 75-89 ans    | 8,1    |
| 14,8   | 60-74 ans    | 16,2   |
| 19,1   | 45-59 ans    | 18,4   |
| 19,5   | 30-44 ans    | 18,7   |
| 20,7   | 15-29 ans    | 19,1   |
| 20,2   | 0-14 ans     | 18     |

## Culture locale et patrimoine

### Lieux et monuments
- L'église Saint-Martin du XVe siècle a été partiellement détruite en 1914 .
  - Dans l'église, la dalle funéraire de Bartholomé Descamps a été classée monument historique au titre objet en 1984[37].
- Plusieurs chapelles et oratoires, dont
  - la chapelle de Notre Dame de Bonsecours, au lieu-dit Petit-Paris, érigée en 1840 en remerciement de la guérison d'un enfant et restaurée en 2010[38],
  - la chapelle Notre-Dame de Grâce dans la rue du Château,
  - la chapelle rue de Marpent,
  - la chapelle rue des Caches,
  - la chapelle rue de Maubeuge.
- L'ancienne brasserie-malterie Mathieu et l'ancienne brasserie-malterie Doué, sont enregistrées à l'inventaire général du patrimoine culturel[39],[40].

- L'ouvrage de La Salmagne est un ouvrage fortifié de la ligne Maginot, situé sur la commune voisine de Vieux-Reng.
- Le moulin de la Trouille, maintenant chambre d'hôtes.
- La kiosque à musique, type kiosque à concert, sur la place du village.

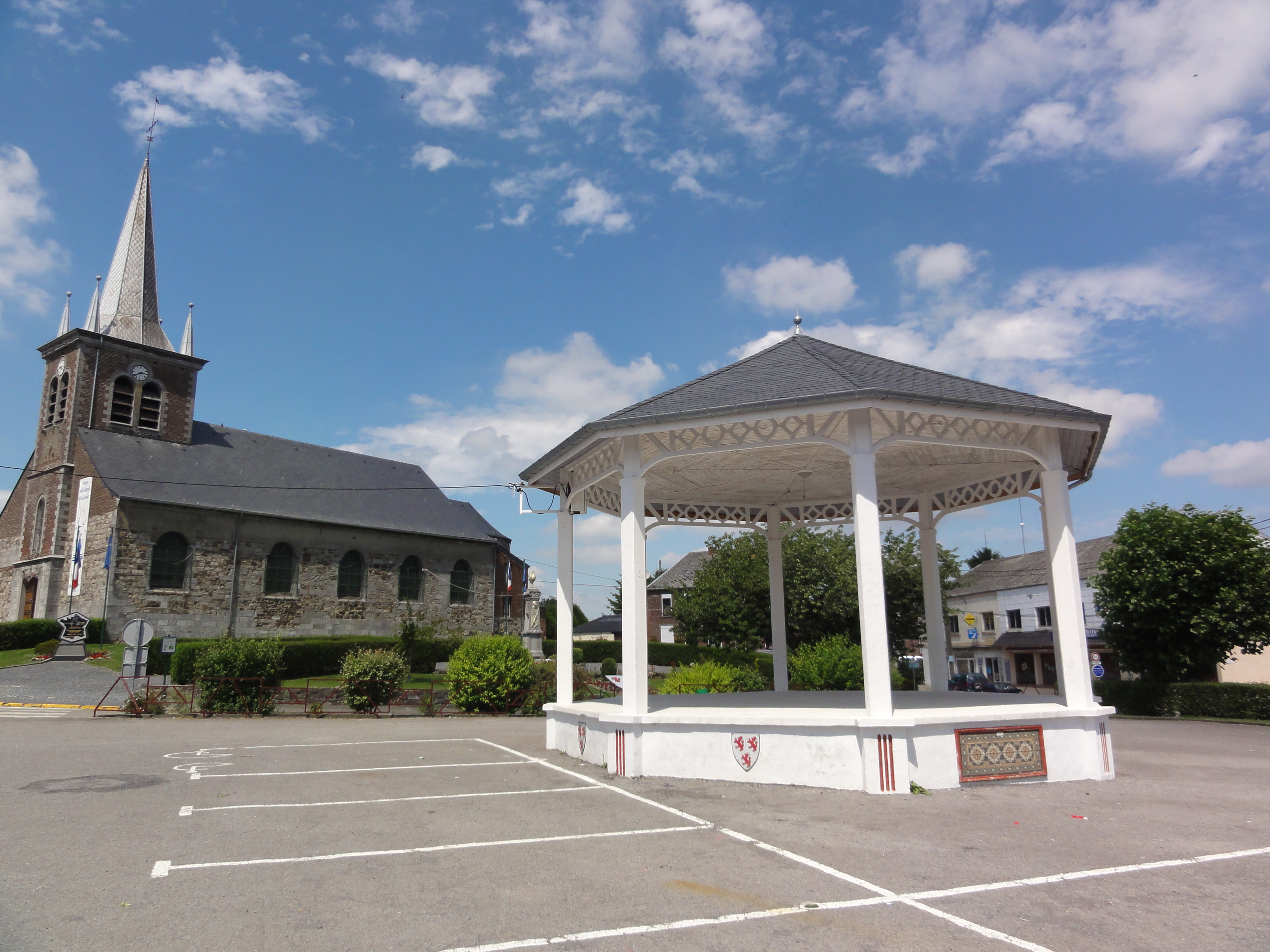
L'église Saint-Martin et le kiosque à musique
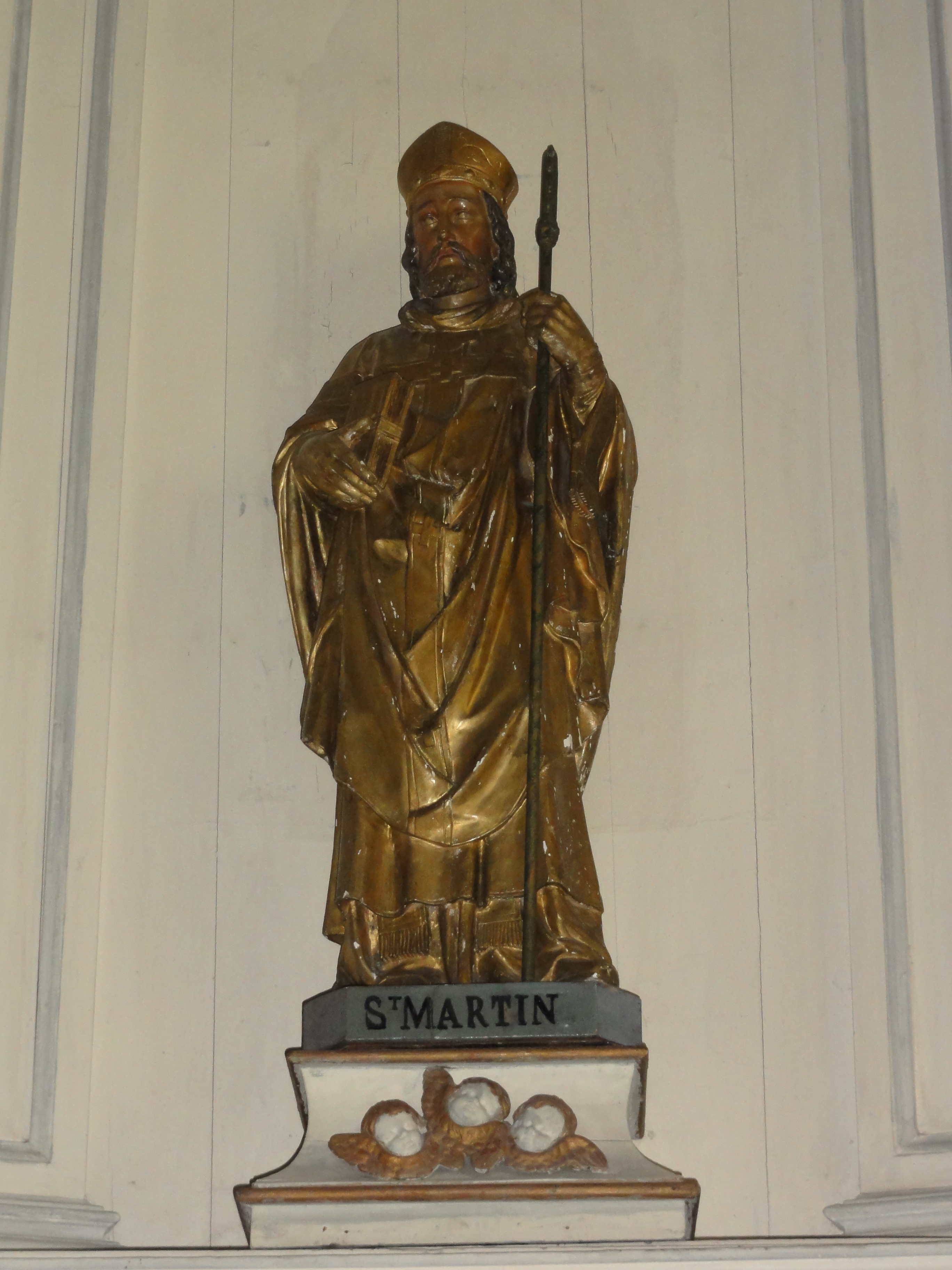
Statue de saint Martin, patron de la paroisse
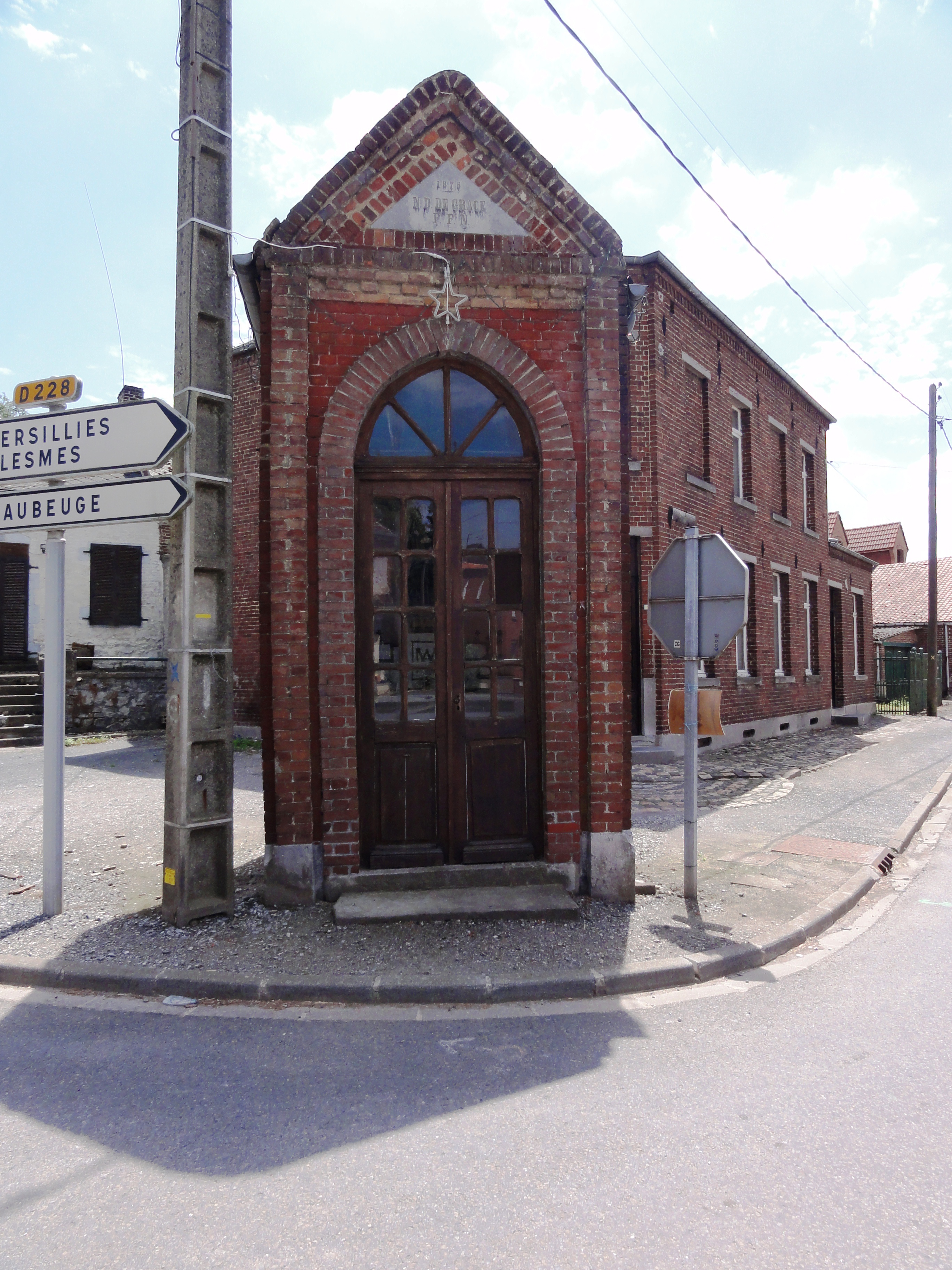
Chapelle Notre-Dame de Grâce, rue de Marpent
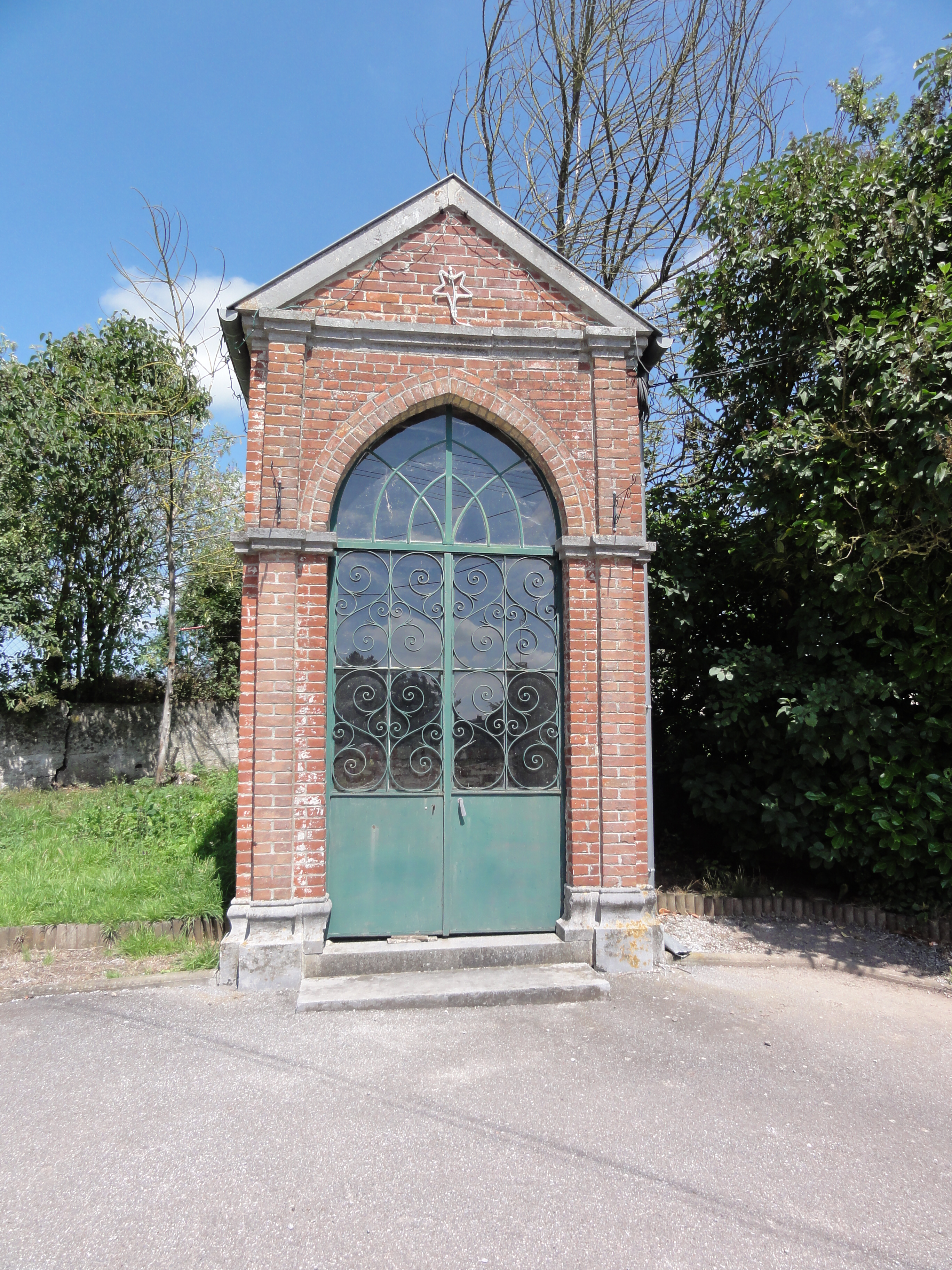
Chapelle rue du Havay
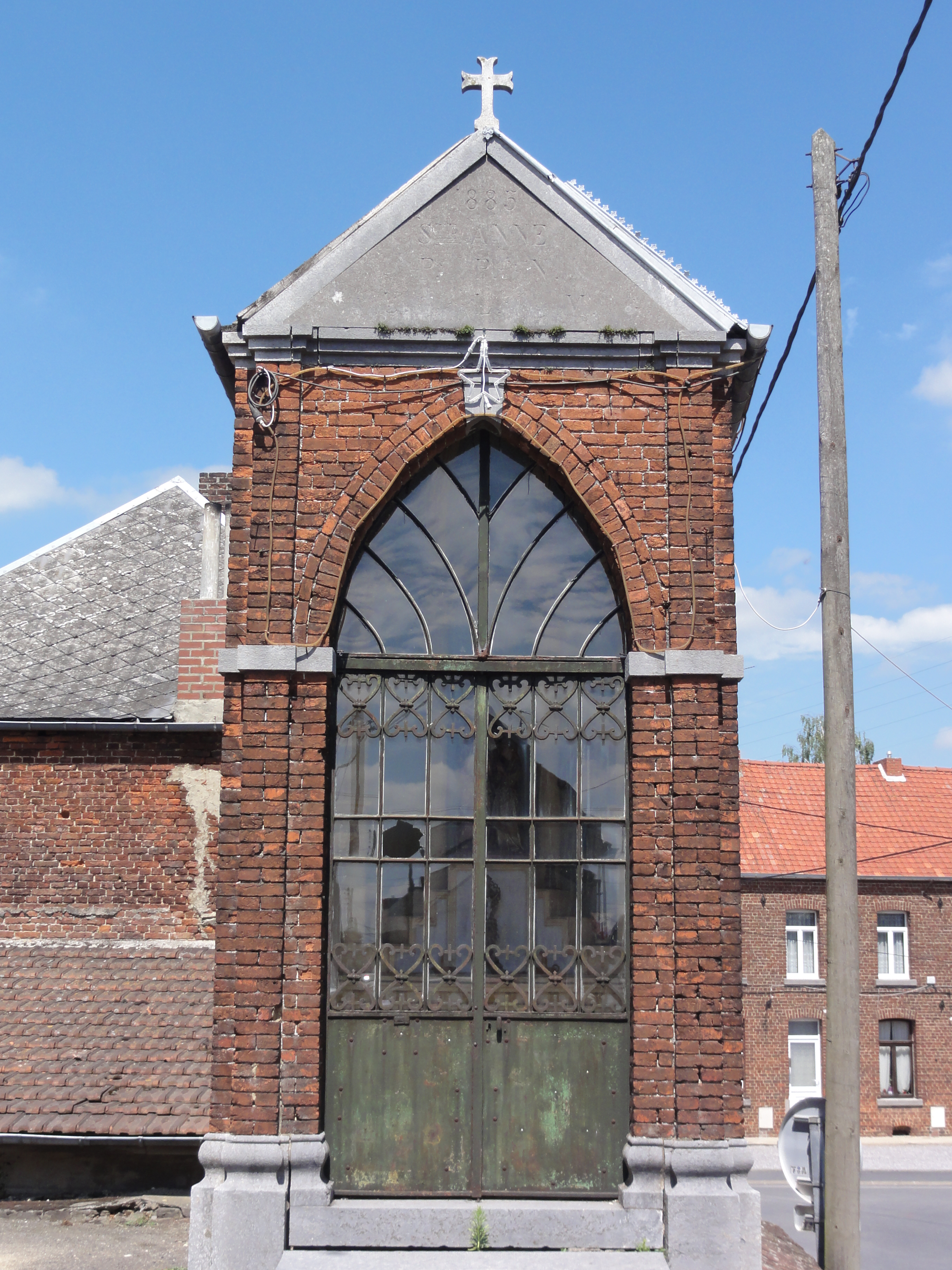
Chapelle rue du Château
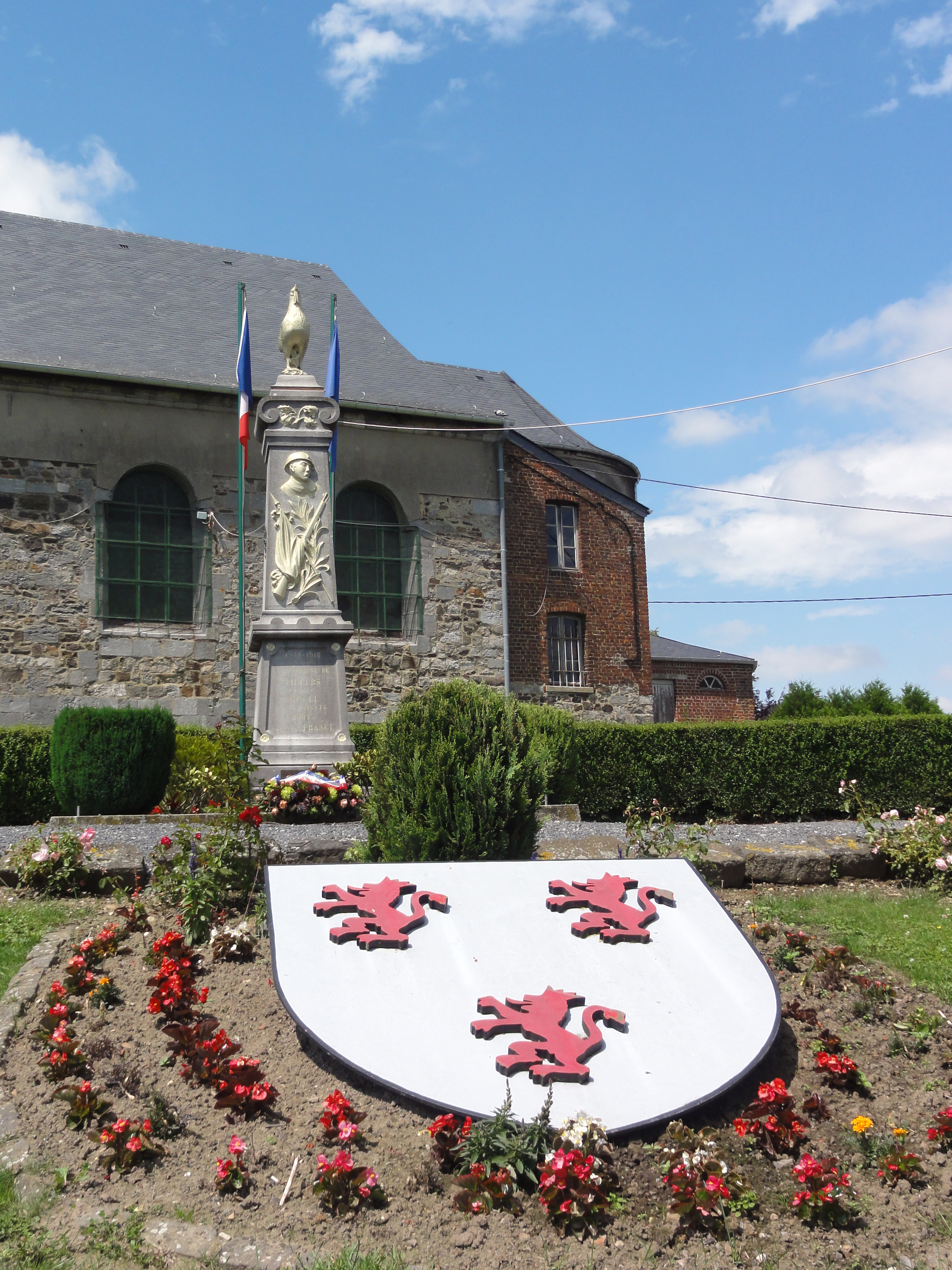
Le monument aux morts
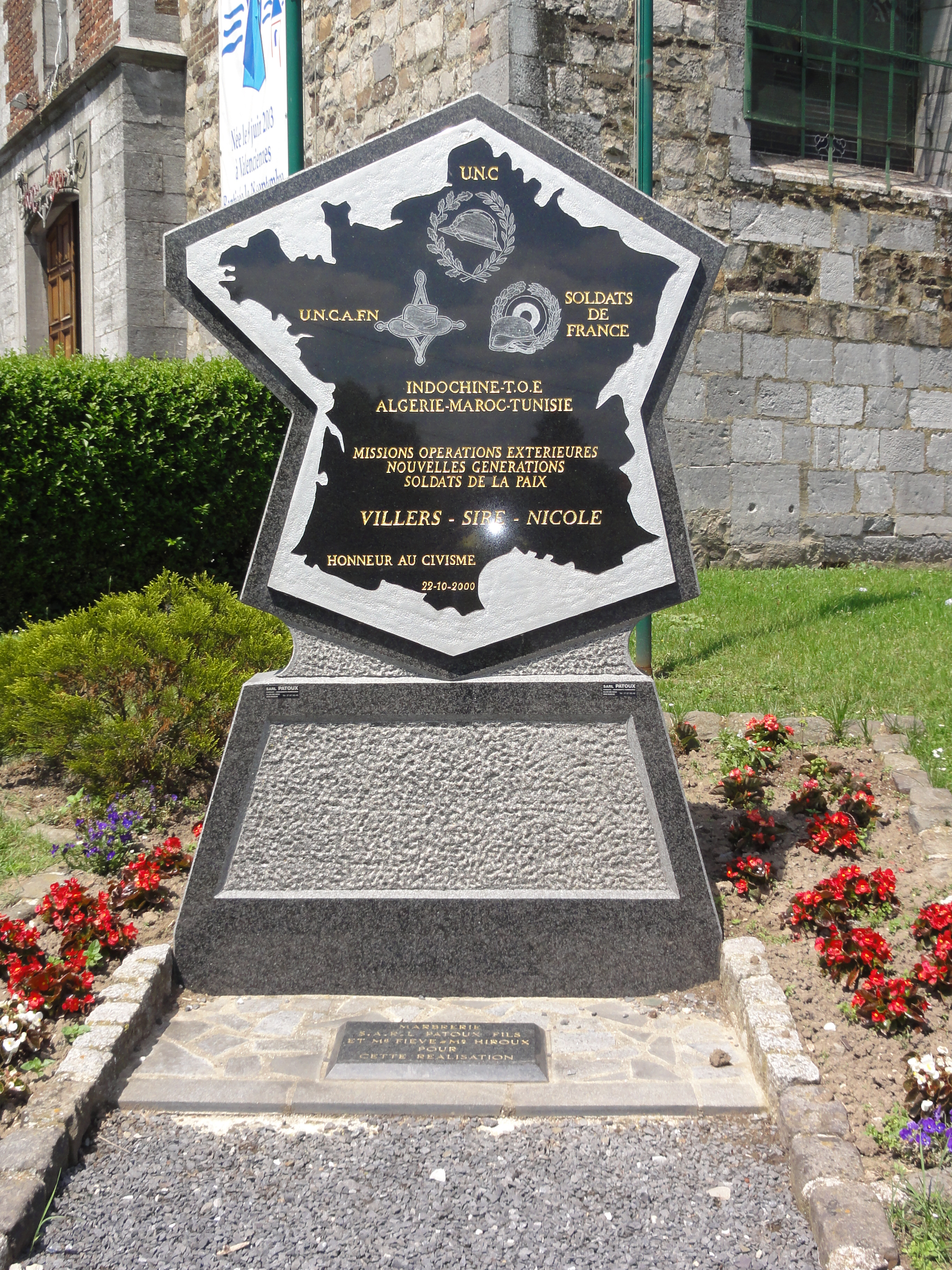
Monument des forces de la Paix

### Personnalités liées à la commune
- L'auteur dramatique français Pierre-Augustin Caron de Beaumarchais fut seigneur du lieu, pendant quelques années, de 1783 à 1788. Il fit à Villers-Sire-Nicole plusieurs séjours prolongés et y écrivit, dit-on, le livret de l'opéra d'Antonio Salieri, « Tarare ». Comme son prédécesseur, le prince d'Orange-Nassau, il eut maille à partir avec la population et revendit son bien.
- Francis Gillot, né à Villers-Sire-Nicole, il a fait ses premiers pas sur le terrain de foot de Villers, avant d'être joueur pro à Lens puis par la suite entraîneur de Lens, de Sochaux et de Bordeaux. Le stade de la commune porte désormais son nom.
- Maurice Munter (1935-2023), coureur cycliste, né à Villers-Sire-Nicole.

### Héraldique
| armes de Villers-Sire-Nicole | Les armes de Villers-Sire-Nicole se blasonnent ainsi : D'argent à trois lions de gueules, armés, lampassés et couronnés d'or. |

## Pour approfondir